# 函館インターチェンジ
函館インターチェンジ（はこだてインターチェンジ）は、北海道函館市桔梗町にある函館新道（北海道縦貫自動車道に並行する一般国道自動車専用道路(A'路線) ）・函館江差自動車道・函館新外環状道路のインターチェンジ。これらの道路を接続するジャンクションの機能も兼ねる。
函館新道の函館IC - 七飯本町IC間約6.6 kmのうち約5.3 kmは4車線化されている。

## 歴史
- 2000年（平成12年）3月30日：函館新道・函館IC - 七飯本町IC間が開通[3]。
- 2001年（平成13年）3月24日：七飯本町IC - 七飯藤城IC間が開通し、函館新道の自動車専用道路区間が暫定2車線で全線供用となった。
- 2003年（平成15年）3月24日：函館江差自動車道初の供用区間として、函館IC - 上磯IC（現・北斗中央IC）間が開通[4]。
- 2015年（平成27年）3月14日 : 函館新外環状道路初の供用区間として、函館IC - 赤川IC間が開通[5]。

## 周辺
- 桔梗駅 - 北海道旅客鉄道（JR北海道）函館本線
- 北海道立函館高等技術専門学院
- DCMホーマックスーパーデポ石川店
- マックスバリュ石川店
- 函館 蔦屋書店
- 北海道函館稜北高等学校
- 亀田病院分院亀田北病院
- 函館運転免許試験場

## 接続する道路
- E5 函館新道（一般国道自動車専用道路 (A') ）
  - 一般国道5号（函館新道）
- E59 函館江差自動車道（一般国道自動車専用道路 (B) ）
- 函館新外環状道路（地域高規格道路）

## 隣
E5 函館新道
(1) 函館IC/JCT - (2) 七飯大川IC
E59 函館江差自動車道（函館茂辺地道路）
(1) 函館IC/JCT - (2) 北斗追分IC
函館新外環状道路
(1) 函館IC/JCT - (2) 赤川IC